# Економіка Тунісу

Туніс — аграрно-сировинна країна, одна з найрозвиненіших у Африці. Основні галузі промисловості: нафтодобувна та нафтопереробна, хімічна, гірничо-металургійна, харчова, текстильна, цементна. В Т. розвинуті всі види транспорту. Осн. порти: Туніс, Сфакс, Бізерта, Габес, Сехіра, Сус. Нафтовий термінал в Сехірі на березі затоки Габес пов'язаний з внутрішніми районами нафтовидобутку нафтопроводами. П'ять великих міст мають в своєму розпорядженні власні аеропорти: Аль-Увайна (Туніс-Картаж), Монастір, Джерба, Таузар і Табарка.

## Історія
Коли в 1956 Туніс отримав незалежність, він був аграрною країною. Відтоді значно розширилася промислова база Туніса, домінуюча роль в якій належить декільком великим секторам. Розвиток туніської економіки залежить від експорту нафти і мінеральної сировини, зростання обробних галузей, розвитку туризму і надходжень з-за кордону. Внутрішній валовий продукт (ВВП) Туніса в 1997 становив 18,7 млрд дол., а у 2000 — понад 21 млрд дол США. У останні роки неухильно збільшувався прибуток на душу населення, з 1956 по 2000 він зріс з 300 до 2283 дол.
Негативний вплив на розвиток економіки справили жорстока посуха у 1980-х, раптове падіння світових цін на нафту в 1986 (викликало кризу платежів). Це спонукало уряд Туніса звернутися за фінансовою допомогою до Міжнародного валютного фонду (МВФ). Наслідки кризи були згладжені в 1987, коли були підвищені світові ціни на нафту, а часті осади дозволили зібрати хороший урожай. Проте внаслідок негативного впливу військових дій в зоні Перської затоки на розвиток експорту і туризму в 1991 уряд Туніса було вимушений вдатися до жорсткої економії державних коштів. Країна швидко оправилася від наслідків війни, і в 1992 ВВП збільшився на 8,6 %. У 1995 між Тунісом і Європейським союзом була досягнута угода про лібералізацію торгівлі.
За даними [Index of Economic Freedom, The Heritage Foundation, U.S.A. 2001]: ВВП — $ 21,3 млрд. Темп зростання ВВП — 5 %. ВВП на душу населення — $2283. Прямі закордонні інвестиції — $ 0,577 млрд. Імпорт — $ 9,6 млрд. (г.ч. Франція — 27 %; Італія — 19,5 %; Німеччина — 12,3 %; Іспанія — 4,3 %; Бельгія — 3,8 %). Експорт — $ 9 млрд. (г.ч. Франція −27 %; Італія — 21,4 %; Німеччина — 15,1 %; Бельгія — 6,4 %; Лівія — 4 %). Основні статті імпорту — машини і обладнання, сира і перероблена нафта, продовольчі товари, транспортні засоби, деревина, а також бавовна-сирець і бавовняна пряжа. Експортують текстильні товари і шкіру, хімічні і супутні товари, машини і транспортне обладнання, сільськогосподарські продукти і продовольчі товари, мінеральну сировину, паливо і мастильні матеріали. Важливі статті експорту — фосфорити і продукти їх переробки, оливкова олія, вино, свинець, залізо і сталь.

## Розподіл економічно активного населення
У 1994 в економіці Туніса було зайнято 2,8 млн чоловік, бл. 77 % з них чоловіки. Приблизно 22 % трудових ресурсів було зосереджено в сільському господарстві, 20 % — в обробній промисловості, 29 % — в сфері послуг, 14 % — в торгівлі, ресторанному і готельному бізнесі і 13 % — в сфері будівництва.

## Сільське господарство
Сільськогосподарське виробництво — основа економіки країни, в ньому зайнята майже чверть працездатного населення. Дві третини території Туніса мають сприятливі умови для сільського господарювання. Є п'ять сільськогосподарських районів: родючі гірські долини півночі, де вирощується пшениця; північно-східні області, включаючи п-ів Ет-Тіб, що спеціалізуються на виробництві цитрусових і винограду; північна частина центрального району, відома своїми оливками; центральний район — центр вівчарства і оази посушливої південної частини центральної області. Головні сільськогосподарські культури — пшениця, ячмінь, кукурудза, овес і сорго. Обсяги виробленої в Тунісі сільськогосподарської продукції не покривають потреби населення, тому країна вимушена імпортувати пшеницю і інші продовольчі культури. Важливе місце займає виробництво фрукти, які складають важливу статтю експорту. На експорт вирощуються оливки, апельсини, фіги, фініки і виноград. Крім того, в країні обробляють помідори, картоплю, дині, зелену перець-чилі і інші види перцю, цукровий буряк, абрикоси і мигдаль. Важливе місце в тваринництві займає вирощування овець, курчат і кіз, велика увага приділяється також розведенню великої рогатої худоби, коней і верблюдів.

## Промисловість
Обробна промисловість. Найрозвиненішими є текстильна і швейна промисловість. Велика частина текстильного виробництва йде на експорт. Інші важливі галузі виробництва: нафтопереробка, металургія, виробництво енергоустаткування, машин і транспортних коштів, хімічних товарів на основі фосфоритів, цементу, взуття, тютюнових виробів, паперу і меблів. Підприємства розташовані передусім в м. Туніс, за ним йдуть Сус, Сфакс, Габес і Бізерта.

## Туризм
Туризм відіграє важливу роль в економіці Тунісу. Близько 400.000 осіб, що становить 12 % активного населення країни, зайнято в сфері туризму.
Погано на розвитку туризму позначаються переодичні теракти. Так, після вибуху в квітні 2002, під час якого загинуло 19 осіб, кількість туристів з Німеччини, що відвідали о. Джербу скоротилося з 300.000 до 120.000 чоловік в рік.

### Пам'ятки та екскурсії
Туніс, який займає стратегічно вигідне територіальне положення, завжди привертав до себе увагу розвинених цивілізацій. Фінікійці, римляни, вандали, візантійці, араби, турки-османи і французи залишили тут історичні пам'ятки свого перебування.
Численні пам'ятки, серед яких кілька відомих археологічних комплексів, постійно привертають увагу туристів. На першому місці серед них по праву знаходиться знаменитий Карфаген, що свого часу вдало воював з Великим Римом.
В результаті останньої Пунічної війни Карфаген все-таки був зруйнований, в буквальному сенсі, дощенту. Закріпившись на північному узбережжі Африки, Рим залишив сучасникам свої культурні пам'ятки — збереглися до наших днів руїни Капітолія, грандіозного амфітеатру, терм Антоніна. Більш пізні споруди — руїни візантійських церков і мусульманські пам'ятки, датовані Середньовіччям і зосереджені в Кайруані, Сусі, Монастірі, Махдії, Сфаксі, не менш цікаві. Не можна обійти увагою і столицю країни — Туніс, найбільший порт держави, заснований фінікійцями в X столітті до н. е. Особливо приваблива середньовічна частина міста і стародавній мавзолей Харасанідів.
Для любителів дикої природи передбачені екскурсійні маршрути з півночі на південь країни. Розпочавши від узбережжя Середземного моря, туристи відвідають по дорозі і красиві гірські ланцюги Атласу, і великі гаї коркового дуба, і величні каньйони долини річки Меджерда, і безліч інших мальовничих місць.

## Енергозабезпечення
У 1994 джерелом приблизно 54 % споживаних в країні енергії служила сира нафта. Країна закуповує за кордоном понад 50 % споживаних нафтопродуктів. У 1994 в країні було вироблено близько 6 млрд кВт/год, приблизно в чотири рази більше в порівнянні з 1975.